# Pharetrophora angusta
Pharetrophora angusta är en stekelart som beskrevs av Narolsky 1994. Pharetrophora angusta ingår i släktet Pharetrophora och familjen brokparasitsteklar. Inga underarter finns listade i Catalogue of Life.